# Verisme
Verisme (waarheidsgetrouwheid, Italiaans: verismo, van vero = "waar") was een Italiaanse literaire beweging, met als belangrijkste exponenten Giovanni Verga en Luigi Capuana. Later werden er ook muziektheatrale werken in veristische trant gecomponeerd, waarbij de periode tussen 1875 en 1900 het hoogtepunt vormde. Het literaire verisme was geïnspireerd door het naturalisme van schrijvers als Émile Zola en Henrik Ibsen. Het naturalisme was de meer pessimistische opvolger van de positiever gestemde kunststroming van het Franse realisme. Nog meer dan het Franse naturalisme, was de Italiaanse verismo-beweging pessimistisch georiënteerd, en net als het naturalisme, vermeed het verisme de vermenging van opvattingen van de schrijver met de gepresenteerde feiten. Het verisme vond muzikaal zijn weerslag in de laat-negentiende-eeuwse Italiaanse opera, met componisten als Pietro Mascagni, Ruggero Leoncavallo en Giacomo Puccini. Zoals Emile Zola het voorbeeld was voor het Italiaanse literaire verisme, was het de Franse componist Georges Bizet die met zijn opera Carmen het startschot gaf voor deze Italiaanse beweging in de opera.

## Beschouwing
De term "verisme" doet wellicht nogal vreemd aan als het over opera's gaat, omdat deze in het algemeen juist een weinig realistische indruk maken. In een opera wordt tenslotte alles gezongen, en veel hoofdfiguren zijn verre van alledaags. Maar de term heeft vooral betrekking op de onderwerpen van de opera's in kwestie; deze gaan over het leven van "gewone" mensen, in tegenstelling tot eerdere opera's, die historische of mythologische onderwerpen behandelden. Wat dit betreft zou Wolfgang Amadeus Mozart in zekere zin als de eerste veristische componist kunnen worden beschouwd, omdat hij ook vaak "gewone" mensen en hun lief en leed verwerkte in de verhaallijn van zijn opera's. De handelingen van de hoofdpersonages van veristische opera's zijn altijd emotioneel van aard. Twee uitersten - absolute, complete liefde tegenover extreem lijden - zijn vaak terugkerende thema's in veristische opera's, die zich dan ook kenmerken door heftige dramatiek en een overvloed aan emotie.
Het "realistische" karakter van het verisme werkt in zoverre door in de muziek dat deze vaak één geheel vormt en niet, zoals het geval is bij de nummeropera, gemakkelijk in aparte scènes is onder te verdelen. Daarbij hebben veristische melodieën nooit een zuiver esthetische functie, maar worden ze steeds gebruikt om een landschap, een gebeurtenis of de gevoelens van een personage uit te beelden of op te roepen. Deze aanpak namen de veristische componisten over van Richard Wagner, die van grote invloed op hen was. Daarnaast hebben veristische opera's doorgaans veel pittoresk-folkloristische elementen, zoals dansen en regionale muziekvormen. Het libretto wordt gekarakteriseerd door realistische dialogen en de afwezigheid van tekstherhaling, strofes en coupletten. Ook zijn de teksten minder poëtisch van aard dan bij vroegere opera's gebruikelijk was.

## Kenmerken veristische opera’s
Veristische opera’s zijn merendeels tussen 1875 en 1900 gecomponeerd. De scheidslijn tussen een ‘echte’ veristische opera, een opera met veristische elementen en een naturalistische opera is niet altijd even sterk te trekken maar toch wel te bediscussiëren.
Belangrijke voorlopers van het verisme/naturalisme waren opera's als La traviata (1853) van Giuseppe Verdi en, zoals eerder vermeld, Carmen (1875) van Georges Bizet. Als eerste échte veristische opera wordt algemeen de opera Cavalleria Rusticana (1890) van Pietro Mascagni aangemerkt. In 1892 ging I Pagliacci van Ruggero Leoncavallo in première. Cavalleria Rusticana is een eenakter, en hoewel I Pagliacci bestaat uit twee bedrijven, hebben beide opera's een relatief korte tijdsduur. Vandaar dat beide vaak tezamen uitgevoerd worden.

#### Echte veristische opera’s
Cavalleria Rusticana (Boerse ridderlijkheid) van Pietro Mascagni is hét voorbeeld van een veristische opera: rechttoe rechtaan qua tekst, thematiek (jaloezie, trots, emotie boven verstand, kort lontje), muzikale effecten (veel geschetter van koperblazers; vette, smeuïge, op het effect gebaseerde instrumentatie en ondersteuning van de kracht van het orkest met veel slagwerk), meer spreekzang dan een complete aria, snikken, hard schreeuwen, huilen en heftige vocale uithalen (die tenoren en sopranen behoorlijk testen qua uithoudingsvermogen). Dit genre speelt in het ‘echte leven’, i.c. bij de laagste volksklasse of de aan lager wal geraakte middenklasse, er is aardig wat overspel en er spelen familievetes, opvoedingsproblemen met kinderen, werkloosheid, uitzichtloosheid, verslaving en dronkenschap. Een ‘echte’ veristische opera heeft ook tussen aktes of scènes vaak een instrumentaal tussenspel van 3 à 5 minuten dat soms een goed dramatische functie heeft (even rust en overdenking), soms de handeling alleen maar ophoudt en soms er alleen maar lijkt te zijn omdat het er is (bijvoorbeeld in Masacagni’s L'Amico Fritz). Ook Leoncavallo’s I Pagliacci is een schoolvoorbeeld. Leoni’s L'Oracolo, Cilea’s L'Arlesiana en Adriana Lecouvreur; Giordano’s Mala Vita, Andréa Chenier en Fedora; Zandonai’s Conchita en Leoncavallo’s La bohème en Zaza en Mascagni’s I Rantzau, Silvano en Amica gelden binnen deze kaders als ‘echte’ verismo-opera’s.

#### Opera’s met veristische elementen
Een opera met veristische elementen heeft kenmerken van bovenstaande maar speelt vaker in een beter milieu, de emoties zijn subtieler en de onderwerpen zijn nogal eens bij de klassieke wereldliteratuur weggehaald. De hysterie in veel ‘echte’ veristische werken is gedempt of afwezig, de opera’s kennen nog vaak een nummeropera-achtige opbouw en de theatraliteit is ontvet. Zo is Alfano’s opera Risurrezione, uit 1904, gebaseerd op Leo Tolstoj’s Voskreseniye (Verlossing); Tsjaikovski’s Jevgeni Onegin op het werk van Aleksandr Poesjkin en Verdi’s La Traviata op Alexandre Dumas’ La dame aux camélias. Het ‘gewone volk’ met haar ‘gewone emoties’ speelt een rol, net als weeskinderen, schaamte en zelfdoding door die schaamte of uitzichtloze situaties. Bijvoorbeeld in Leoš Janáček’s Jenůfa: er wordt een baby vermoord en een onschuldige krijgt aanvankelijk de schuld, of Káťa Kabanová waarin een flirt met een andere man Katja’s zelfdoding veroorzaakt. Puccini’s La bohème, Tosca en Madama Butterfly zijn subtielere en kwalitatief sterkere werken die vanwege die subtiliteit zich beter onderscheiden kunnen houden van de ‘echte’ veristische opera. Turandot staat ter discussie als verismo-opera omdat het op een sprookje van Gozzi is gebaseerd en nauwelijks voor te stellen is als een realistisch verhaal (gewone jongen wint ijskoude prinses voor zich door het oplossen van een raadsel).

#### Naturalistische opera’s
In Frankrijk beïnvloedde het verisme de werken van Jules Massenet met Werther, La Navarraise, Thérèse en Manon; Alfred Bruneau met, op Zola gebaseerd, L'attaque du moulin en Messidor en Gustave Charpentier met Louise. Bizet’s Carmen valt ook in deze categorie. Hier ligt, bijvoorbeeld door Zola’s grote invloed, meer voor de hand deze werken naturalistisch te noemen.
Opera’s gebaseerd op literaire werken die van naturalistische schrijvers zijn, kunnen ook het best als naturalistische opera worden gecategoriseerd. Hier ontdekken we meer driedimensionale onderwerpen, een wereld zonder geesten en spoken, een concentratie op hedendaagse onderwerpen en verwerking van het Darwiniaanse gegeven dat ieders afkomst en sociale omgeving diens karakter bepaalt. Fjodor Dostojevski’s Aantekeningen uit het dodenhuis (getoonzet door Janáček) en De Speler (Sergej Prokofjev) zijn voorbeelden, Dmitri Sjostakovitsj’s Lady Macbeth uit het district Mtsensk ook.
Uit bovenstaande vergelijking kan men de conclusie trekken dat Mozart, Bizet (Carmen) en Verdi (La Traviata) geen verismo-opera’s componeerden maar, vaak zonder dat zijzelf zich in dit hokje lieten stoppen, naturalistisch getinte werken componeerden. Bij Mozart is het sowieso uitgesloten omdat toen de beweging die als naturalistisch bekendstond, nog niet was ‘uitgevonden’.

## Trivia
- Een van de grootste vertolksters van het veristische repertoire was de sopraan Magda Olivero.